# Ленинский (Самарская область)
Ленинский — посёлок в Красноармейском районе Самарской области. Административный центр сельского поселения Ленинский.

## География
Расположен на реке Сухая Вязовка и её левом притоке, в 7 км к северо-востоку от села Красноармейское и в 50 км к югу от Самары.
Через посёлок проходит автодорога Красноармейское — Ленинский — Яблоновый Овраг — А300 "Самара — Уральск", имеется объездная дорога к югу от села.
Вблизи посёлка на Сухой Вязовке и её притоке сооружены крупные пруды. К востоку от села ведётся добыча нефти (Софинско-Дзержинское месторождение).

## История
В 1973 г. Указом Президиума ВС РСФСР поселок центральной усадьбы совхоза имени Ленина переименован в Ленинский.

## Население
| 2010 |
| ---- |
| 1750 |